# باوانیشته
باوانیشته (به صربی: Bavanište) یک منطقهٔ مسکونی در صربستان است که در Kovin municipality واقع شده‌است. باوانیشته ۶٬۱۰۶ نفر جمعیت دارد و ۸۲ متر بالاتر از سطح دریا واقع شده‌است.